# 罗萨特城堡
罗萨特城堡（義大利語：Castello di Rosate）是一座防御性城堡 和 皇家住所，位于 罗萨特 ，在 米兰 省，位于 农业公园，地址是 Via Circonvallazione，罗萨特，意大利 。该城堡因与 维斯孔蒂家族 的古老关系而著名，并且它体现了1834年小说《Marco Visconti》和 文森佐·佩特罗切利 的画作《罗萨特城堡中的比切·德尔·巴尔佐 》（義大利語：Bice del Balzo nel Castello di Rosate）的历史，这幅画保存在 卡塞塔王宫，由 费迪南多二世 选择保存。

## 历史
城堡的起源可以追溯到中世纪，建立在一个之前由罗马防御工事占据的地点。第一个提到罗萨特城堡的防御结构的文件来自1159年，当时城堡被腓特烈·巴巴罗萨的部队围攻并占领。随后，在1200年，罗萨特城堡又遭到了帕维亚市军队的围攻。罗萨特城堡在1323年至1329年间由托里亚尼家族重建，但随着维斯康蒂家族掌握米兰的统治，城堡的战略重要性大大降低。
今天，这座建筑呈现为砖砌和抹灰结构，拥有一座三层的塔楼。立面上有一个由砖砌成的多拱窗，顶部饰有吉贝林式的城垛。墙上可以看到用来安装吊桥滑轮的凹槽，吊桥曾用于控制进出城堡的通道。
罗萨特城堡还因其在作家和历史学家托马索·格罗西的小说《马尔科·维斯康蒂》中的故事而闻名。在小说中，讲述了马尔科·维斯康蒂爱上了年轻的比切·德尔·巴尔佐，她是德尔·巴尔佐伯爵的女儿。马尔科试图与她结婚，尽管她的表亲也承诺要娶她。两人之间的冲突发展成了决斗，同时马尔科秘密下令绑架比切，把她囚禁在罗萨特城堡的地下室里。最终，马尔科与表亲和解，并前去释放女孩，却发现她因绝望自杀了。有人说这个故事是真的，比切·德尔·巴尔佐的灵魂仍在罗萨特出现，帮助情侣们在为时已晚之前和解，带来她从未拥有过的平静。